# Flux (physique)

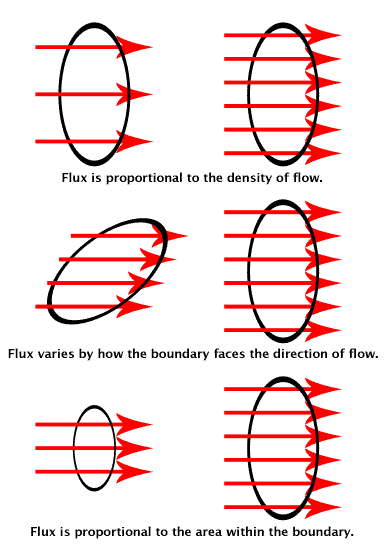
En haut : le flux est proportionnel à la densité de flux. Au centre : le flux change en fonction de l'orientation de la surface par rapport à la direction du flux. En bas : le flux est proportionnel à l'aire de la surface.

En physique, un flux est une intégrale de surface de la composante normale d'un champ vectoriel sur une surface donnée. Le champ vectoriel associé est souvent nommé densité de flux. Cette définition rejoint celle du flux en mathématiques. Si dans certains domaines de la physique, le flux est également un débit, lié à un déplacement de matière ou à un transfert d'énergie, ce n'est pas toujours le cas : on aime malgré tout se représenter un flux comme caractéristique de ce qui s'écoule le long des lignes de champs à travers la frontière que marque la surface.

## Présentation
Le mot flux vient du latin fluxus (« écoulement »). Il trouve tout naturellement sa place en mécanique des fluides : dans ce domaine les flux sont systématiquement des débits, c'est-à-dire qu'ils représentent une quantité qui traverse une surface, une section, par unité de temps (débits massique et volumique, etc.). Il est aussi utilisé dans le domaine des transferts thermiques où l'on peut aisément s'imaginer la chaleur comme un fluide qui traverse diverses couches successives : il n'y a pas de déplacement de matière, seule l'énergie est transférée de proche en proche : le flux thermique est un débit d'énergie. Le domaine de l'électromagnétisme s'intéressant au transfert d'énergie par rayonnement, associe également le terme flux à un débit d'énergie à travers une surface, particulièrement en radiométrie, pour exprimer le flux énergétique, ou puissance rayonnée. Le courant électrique, lui aussi, est un débit de charges électriques que l'on se représente parfois comme un fluide s'écoulant dans des conducteurs métalliques. Toutefois, toujours dans le domaine de l'électromagnétisme, certains flux n'entrent pas dans la catégorie des débits comme le flux magnétique ou le flux électrique : dans ce cas, il ne représente aucun déplacement ni aucun transfert de matière ou d'énergie, mais il est tentant là aussi de se représenter le champ magnétique comme un fluide qui s'écoule ; les lignes de champ peuvent rappeler des lignes de courant.
Une exception existe : le flux de particules qui s'exprime en nombre de particules par mètre carré et par seconde ce qui correspond habituellement à une densité de flux.

## Définition
Le flux {\displaystyle \Phi } d'un champ vectoriel {\displaystyle {\overrightarrow {F}}} à travers une surface {\displaystyle S} est la quantité scalaire :
{\displaystyle \Phi =\int \!\!\!\!\int _{S}{\overrightarrow {F}}\cdot {\overrightarrow {\mathrm {d} S}}},
où le flux élémentaire à travers une surface élémentaire {\displaystyle {\overrightarrow {\mathrm {d} S}}} est donnée par :
{\displaystyle \mathrm {d} \Phi ={\overrightarrow {F}}\cdot {\overrightarrow {\mathrm {d} S}}}.
Le champ vectoriel {\displaystyle {\overrightarrow {F}}} (tenseur d’ordre 1) est nommé densité de flux, densité de courant, vecteur densité de flux ou vecteur densité de courant.
On peut étendre cette notion à des tenseurs. Par exemple si {\displaystyle {\overline {\overline {F}}}} est un tenseur d'ordre 2, le flux {\displaystyle {\overrightarrow {\Phi }}} est alors un vecteur tel que :
{\displaystyle {\overrightarrow {\Phi }}=\int \!\!\!\!\int _{S}{\overline {\overline {F}}}\odot {\overrightarrow {\mathrm {d} S}}},
où l'opérateur {\displaystyle \odot } désigne le produit contracté. Cette définition peut être étendue aux tenseurs d'ordre {\displaystyle n}.

## Unité
Le flux {\displaystyle \Phi } est une grandeur extensive souvent scalaire (tenseur d'ordre 0) : la densité de flux {\displaystyle {\overrightarrow {F}}} est alors nécessairement une grandeur intensive vectorielle (tenseur d'ordre 1). Dans les cas plus rares ou la grandeur est un tenseur d'ordre {\displaystyle n}, la densité de flux est un tenseur d'ordre {\displaystyle n+1}. La densité de flux prend l'unité du flux par mètre carré.

## Exemples
Dans de nombreux domaines les flux et les densités de flux portent un nom qui leur est propre. Le tableau qui suit recense plusieurs exemples de flux ainsi que les noms couramment donnés au flux et aux densités de flux. On constate que souvent, et tout particulièrement en mécanique des fluides, le terme flux peut être remplacé par le terme débit ; mais ce n'est pas toujours le cas, tout particulièrement pour le flux électrique et le flux magnétique qui ne peuvent pas être assimilés à un débit.
| Domaine               | Expression du flux | Unité     | Flux                                                                    | Densité de flux                                                                |            |
| --------------------- | --- | --------- | ----------------------------------------------------------------------- | ------------------------------------------------------------------------------ | ---------- |
| Mécanique des fluides | {\displaystyle \mathrm {d} D_{V}={\overrightarrow {v}}\cdot {\overrightarrow {\mathrm {d} S}}} | m3 s−1    | Débit volumique                                                         | Vitesse                                                                        | m s−1      |
| Mécanique des fluides | {\displaystyle \mathrm {d} D_{m}=\rho \,{\overrightarrow {v}}\cdot {\overrightarrow {\mathrm {d} S}}} | kg s−1    | Débit massique                                                          | Quantité de mouvement volumique                                                | kg m−2 s−1 |
| Mécanique des fluides | {\displaystyle {\begin{aligned}\mathrm {d} {\overrightarrow {D_{p}}}&=\rho {\overrightarrow {v}}\left({\overrightarrow {v}}\cdot {\overrightarrow {\mathrm {d} S}}\right)\\&=\left(\rho {\overrightarrow {v}}\otimes {\overrightarrow {v}}\right)\times {\overrightarrow {\mathrm {d} S}}\\\end{aligned}}} | kg m s−2  | Débit de quantité de mouvement                                          |                                                                                |            |
| Mécanique des fluides | {\displaystyle \mathrm {d} D_{e}=\rho \,e\,{\overrightarrow {v}}\cdot {\overrightarrow {\mathrm {d} S}}} | W ; J s−1 | Débit d'énergie                                                         | Densité de flux d'énergie                                                      | W m−2      |
| Acoustique            | {\displaystyle \mathrm {d} {\mathcal {P}}_{a}={\overrightarrow {I}}\cdot {\overrightarrow {\mathrm {d} S}}} | W ; J s−1 | Puissance acoustique                                                    | Intensité acoustique                                                           | W m−2      |
| Acoustique            | {\displaystyle \mathrm {d} U={\overrightarrow {v}}\cdot {\overrightarrow {\mathrm {d} S}}} | m3 s−1    | Flux de vitesse acoustique,                                             | Vitesse acoustique                                                             | m s−1      |
| Radiométrie           | {\displaystyle \mathrm {d} \Phi _{e}={\overrightarrow {\Pi }}\cdot {\overrightarrow {\mathrm {d} S}}} | W ; J s−1 | Flux énergétique Puissance rayonnée Débit d'énergie rayonnée            | Vecteur de Poynting                                                            | W m−2      |
| Photométrie           | {\displaystyle \mathrm {d} \Phi _{v}} | lm        | Flux lumineux                                                           |                                                                                |            |
| Thermodynamique       | {\displaystyle \mathrm {d} \Phi ={\overrightarrow {\varphi }}\cdot {\overrightarrow {\mathrm {d} S}}} | W ; J s−1 | Flux thermique Puissance thermique transmise Débit d'énergie thermique. | Densité de flux thermique Flux thermique surfacique Densité de flux de chaleur | W m−2      |
| Électromagnétisme     | {\displaystyle {\textrm {d}}i={\overrightarrow {j}}\cdot {\overrightarrow {{\textrm {d}}S}}} | A ; C s−1 | Courant électrique Intensité du courant électrique.                     | Densité de courant                                                             | A m−2      |
| Électromagnétisme     | {\displaystyle {\textrm {d}}\Phi _{E}={\overrightarrow {E}}\cdot {\overrightarrow {{\textrm {d}}S}}} | V m       | Flux électrique                                                         | Champ électrique                                                               | V m−1      |
| Électromagnétisme     | {\displaystyle {\textrm {d}}\Phi ={\overrightarrow {B}}\cdot {\overrightarrow {{\textrm {d}}S}}} | Wb        | Flux magnétique                                                         | Champ magnétique                                                               | T          |